# 斯堪桑德大桥
斯堪桑德大桥（挪威語：Skarnsundbrua）是位于挪威因德勒于的一座混凝土斜拉桥，跨越斯堪桑德海峡，桥长1,010（3,314英尺）。
该桥于1991年建成，取代了挪威755国道上此前的汽车轮渡，成为唯一一条跨越特隆赫姆峡湾的公路桥。大桥主跨530（1,739英尺），建成时曾是世界上主跨最长的斜拉桥，两年后被中国的杨浦大桥以602（1,975英尺）的主跨长度超过；大桥的桥塔高152（499英尺）。